# カールソン・レジドール・ホテルズ
カールソン・レジドール・ホテルズ（英: Carlson Residor Hotel Group）は、アメリカ合衆国に本部を置くカールソン・カンパニーズと、ベルギーに本部を置くレジドール・グループ（英: The Residor Hotel Group）の提携により運営されている、世界的ホテルチェーン。

## 歴史
レジドール・グループは、スカンジナビア航空(SAS)のホテル部門として、1960年にデンマークで設立された。以降、スカンジナビア地域を中心に「ラディソンSAS」のブランド名でホテルを展開し、1980年にはラディソンSASをクウェートに開業、ヨーロッパ外に初進出した。1994年にレジドール・グループは、ヨーロッパ地域のラディソンSASの運営において、カールソン・カンパニーズと最初の提携を締結し、2002年には、「パークイン」「カントリーイン」の各ブランドにおいて提携を締結した。2006年に、スカンジナビア航空がホテル事業から撤退・売却したことに伴い、カールソン・カンパニーズが最大の株主となり、現在に至っている。
2016年4月28日 - 海航集団（HNA）傘下のHNAツーリズムが、米カールソン・ホスピタリティーからホテル資産の全てを買収することで合意した。HNAツーリズムは、カールソンホテルズの全て（ラディソン・ホテル、高級ホテルのクオブス・コレクション、大衆路線のパーク・プラザ・ホテルズ＆リゾーツ、など）と、ベルギーに本拠を置くレジドール・ホテル・グループの株式約51.3％を取得する計画で、中国企業として、初めて欧米の大手ホテルチェーンを所有することとなる。

## ホテルブランド

### カールソン・ホテルズ
- ラディソン
フラグシップとなっているブランド。現在、世界中の主要都市に展開している。「ラディソン（Radisson）」のほか、2009年にラディソンSASからブランド名を移行した「ラディソン・ブルー（Radisson Blu）」、「ラディソン・レッド（Radisson Red）」がある。
- カントリーイン&スイーツ
古き良きアメリカをイメージした、料飲施設を持たないミッドスケールのブランド。木目調の家具などを用いて古き良きアメリカを演出している。
- パークプラザ、パークイン
両ブランドとも2000年にカールソンのブランドに加わった。パークプラザは料飲施設を備えたミッドスケールのブランドだが、パークインには料飲施設がない場合が多い。

### レジドール・ホテル・グループ
カールソン・ホテルズは、レジドール・ホテル・グループ株式の約51.3％を所有している。

### 日本での展開
カールソンは、近鉄グループの都ホテルズ&リゾーツと提携して、2000年に東京の白金台の都ホテル東京（1979年開業）をラディソン都ホテル東京に、また大阪の上本町の都ホテル大阪（1985年開業）をラディソン都ホテル大阪と改称した。しかし、2007年には都ホテルズとの提携を解消し、東京・大阪の両ホテルは2007年4月からスターウッド・ホテル&リゾートと提携しいずれもシェラトン・ブランドに改称した。
都ホテルズとの提携解消後も、千葉県・富里市にあるラディソンホテル成田（1978年開業、2007年4月1日までの名称はラディソンホテル成田エアポート）を運営していた。オーナーはデルタ航空（元ノースウエスト航空）で、ホテルに隣接してデルタ航空の機内食工場と研修施設も存在した。
しかし、デルタ航空が日米航空交渉の影響で成田からの撤退方針を決め、2016年に所有権をインバウンドビジネスを展開するシーエイチアイに売却した。機内食工場は閉鎖となり、シーエイチアイが運営するスーパー銭湯「東京湯楽城」にリニューアルされている。
2022年1月1日付でラディソンホテル成田のホテル名を「インターナショナルリゾートホテル 湯楽城」に変更し、事実上日本から撤退した。

### かつて運営していたホテル
- ラディソン都ホテル東京 - 旧都ホテル東京、現シェラトン都ホテル東京
- ラディソン都ホテル大阪 - 旧都ホテル大阪、現シェラトン都ホテル大阪
- ラディソンホテル成田、現インターナショナルリゾートホテル　湯楽城